# Премия Гёделя

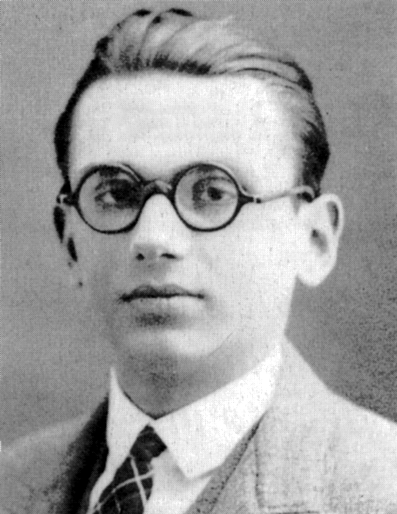
Курт Гёдель в 1925 году

Премия Гёделя (англ. Gödel Prize) — премия в области теории вычислительных систем имени Курта Гёделя, вручаемая ежегодно организациями ACM SIGACT, (Special Interest Group on Algorithms and Computation Theory) и EATCS, (European Association for Theoretical Computer Science) за выдающиеся труды по логике и теоретической информатике.
Премия вручается с 1993 года и сопровождается денежным вознаграждением размером в 5000 долларов США. Награждение проходит либо на американском симпозиуме STOC, (Symposium on Theory of Computing), либо на европейской конференции ICALP, (International Colloquium on Automata, Languages and Programming). Основным требованием к работе является дата первой публикации — к номинации допускаются лишь труды не старше 14 лет.

## Лауреаты
| Год  | Имя | Примечания |
| ---- | --- | --- |
| 1993 | Ласло Бабаи, Шафи Гольдвассер, Сильвио Микали, Шломо Моран и Чарльз Ракофф                                                        | за разработку интерактивных систем доказательств. |
| 1994 | Йохан Хостад | за доказательство экспоненциальной нижней оценки на подсчёт чётности при помощи булевых схем константной глубины.                                            |
| 1995 | Нил Иммерман, Роберт Шелепченьи                                                                                                   | за теорему Иммермана — Шелепченьи (теория сложности вычислений).                                                                                             |
| 1996 | Марк Джеррам, Элистер Синклер | за исследования цепей Маркова и аппроксимацию перманента матриц.                                                                                             |
| 1997 | Джозеф Хэлперн, Йорам Мозес | за формальное определение понятия «знание» в распределённых средах.                                                                                          |
| 1998 | Сэйносукэ Тода | за теорему Тода, которая показала связь между классами сложности PP и PH.                                                                                    |
| 1999 | Питер Шор | за алгоритм Шора для факторизации чисел за полиномиальное количество времени на квантовом компьютере.                                                        |
| 2000 | Моше Варди, Пьер Вольпер | за исследование проверки моделей с помощью конечных автоматов.                                                                                               |
| 2001 | Санджив Арора, Уриэль Фейге, Шафи Гольдвассер, Карстен Лунд, Ласло Ловас, Раджив Мотвани, Шмуель Сафра, Мадху Судан, Марио Сегеди | за теорему PCP и её приложение. |
| 2002 | Жеро Сенизерг | за доказательство разрешимости эквивалентности детерминированных автоматов с магазинной памятью.                                                             |
| 2003 | Йоав Фройнд и Роберт Шапире | за алгоритм AdaBoost. |
| 2004 | Морис Херлихи, Майкл Сакс, Нир Шавит и Фотиос Захароглу                                                                           | за приложение топологии в теории распределённых вычислений.                                                                                                  |
| 2005 | Нога Алон, Йосси Матиас, Марио Сегеди                                                                                             | за основополагающие исследования в области потоковых алгоритмов.                                                                                             |
| 2006 | Маниндра Агравал, Нирадж Кайал, Нитин Саксена                                                                                     | за тест Агравала — Каяла — Саксены. |
| 2007 | Александр Разборов, Стивен Рудич                                                                                                  | за «естественные доказательства». |
| 2008 | Тэн Шанхуа, Дэниэл Спилмен | за «сглаженный анализ» алгоритмов. |
| 2009 | Омер Рейнгольд, Салил Вадхан, Ави Вигдерсон                                                                                       | за зигзаг-произведение графов и нахождение логарифмического по памяти детерминированного алгоритма решения задачи неориентированной st-связности.            |
| 2010 | Санджив Арора, Джозеф Митчелл | за открытие полиномиальной по времени приближённой схемы (PTAS) для евклидовой задачи коммивояжёра.                                                          |
| 2011 | Йохан Хостад | за доказательство неаппроксимируемости для различных комбинаторных задач.                                                                                    |
| 2012 | Элиас Куцупиас, Христос Пападимитриу, Тим Роухгарден, Эва Тардош, Ноам Нисан, Амир Ронен                                          | за вклад в понимание того, как эгоистичное поведение пользователей и поставщиков услуг влияет на поведение Интернета и других сложных вычислительных систем. |
| 2013 | Антуан Жу, Дэн Боне, Мэтью К. Франклин                                                                                            | за работы по криптографии. |
| 2014 | Роналд Фэгин, Амнон Лотем, Мони Наор                                                                                              | за алгоритмы оптимальной агрегации для Middleware. |
| 2015 | Дэниэл Спилмен, Тэн Шанхуа | за серию работ о быстром решении систем линейных уравнений.                                                                                                  |
| 2016 | Стивен Брукс, Питер О'Хёрн | за разработку параллельной логики разделения. |
| 2017 | Синтия Дворк, Фрэнк Макшерри, Коби Ниссим, Адам Д. Смит                                                                           | Дифференциальная приватность. |
| 2018 | Одед Регев | Обучение с ошибками. |
| 2019 | Ирит Динур | за новое, более простое доказательство теоремы PCP методом увеличения зазора.                                                                                |
| 2020 | Робин Мозер и Габор Тардос | за алгоритмическую версию локальной леммы Ловаса |
| 2021 | Андрей Булатов, Цай Цзиньи, Чэнь Си, Мартин Дайер и Дэвид Ричерби                                                                 | за работу по классификации сложности вычислений в задачах по удовлетворению ограничений                                                                      |
| 2022 | Цвика Бракерски, Крейг Джентри и Винод Вайкунтанатан                                                                              | за новаторский вклад в криптографию при помощи создания схем полностью гомоморфного шифрования                                                               |
| 2023 | Самуэль Фиорини, Серж Массар и Себастьян Покутта, Ханс Радж Тивари, Рональд де Вольф и Томас Ротвосс                              | за доказательство того, что любая расширенная формулировка политопа для задачи коммивояжёра имеет экспоненциальный размер                                    |
| 2024 | Райан Уильямс | за его работы по нижним оценкам для схем и парадигму «нижние оценки из алгоритмов»                                                                           |